# Маріотт (готель, Москва)
55°46′06″ пн. ш. 37°35′58″ сх. д. / 55.768333333333° пн. ш. 37.599444444444° сх. д.
Марріотт Москва Гранд-готель — п'ятизірковий готель у Москві, на Тверській вулиці, що відноситься до міжнародної готельної мережі Marriott International. Функціонує під управлінням компанії «Interstate».
Будівлю готелю було побудовано в 1995—1997 роках на місці знесених палат князів Кантакузеном (XVII—XVIII століть). У колишній будівлі на цьому місці 1846 року помер поет, друг Пушкіна і Гоголя — Микола Мов.
Проект нового будинку створювався з урахуванням архітектурного вигляду Тверської вулиці, сформованого в 1930-ті. Під час будівництва було виявлено склепінні підвали палат споруди XVIII століття, які були збережені і вбудовані в нову будівлю.
Внутрішній двір готелю на даху містить атріум з видом на внутрішні двори будинків по Тверській вулиці.
Хол готелю двох'ярусний, з атріумом зі скляним куполом у центрі. Загальна кількість номерів — 386, включаючи люкси; 3 представницьких поверхи.
Є спортивний оздоровчий центр, цілодобовий бізнес-центр, салон краси. У готелі 10 конференц-залів загальною площею понад 850 м2. Точки громадського харчування в готелі — ресторани «Гранд Олександр» (названий на честь Пушкіна) і «Самобранка», лобі-бар.
У готелі під час офіційних візитів до Москви зупинялися президенти США Білл Клінтон і Джордж Буш, віце-президент США Альберт Гор, держсекретарі США Мадлен Олбрайт і Колін Пауелл, Прем'єр міністр Ізраїлю Аріель Шарон.